# Val-d'Oire-et-Gartempe
Val-d'Oire-et-Gartempe é uma comuna francesa na região administrativa da Nova Aquitânia, no departamento de Alto Vienne. Estende-se por uma área de 121.46 km². Em 2010 a comuna tinha 1 677 habitantes (densidade: 13,8 hab./km²).
Foi criada em 1 de janeiro de 2019, a partir da fusão das antigas comunas de Bussière-Poitevine (sede da comuna), Darnac, Saint-Barbant e Thiat.